# Colección Orleans
La Colección Orleans fue una legendaria colección de arte reunida por Felipe II, duque de Orleans, entre 1700 y 1723. Es considerada la más valiosa reunión de pinturas de viejos maestros reunida jamás en Europa, exceptuando las de propiedad real.
El núcleo de la colección lo conformaban 123 pinturas pertenecientes a la antigua colección de la reina Cristina de Suecia, conseguidas como botín por los suecos durante la Guerra de los Treinta Años. Tras la Revolución francesa, la colección fue vendida por Felipe Igualdad a una sociedad inglesa liderada por el duque de Bridgewater. La mayoría de la colección se dispersó durante el siglo XIX, aunque partes importantes se conservan reunidas en las colecciones de Sutherland y Bridgewater, que se exponen en préstamo en la National Gallery de Escocia. Este museo ha ido adquiriendo de manera gradual varias de las obras prestadas. El Castillo de Howard conserva alguna otra de la misma colección, al igual que el Museo Fitzwilliam de Cambridge y la Colección Wallace, y otro grupo importante se encuentra en la National Gallery de Londres: veinticinco pinturas.

## Historia

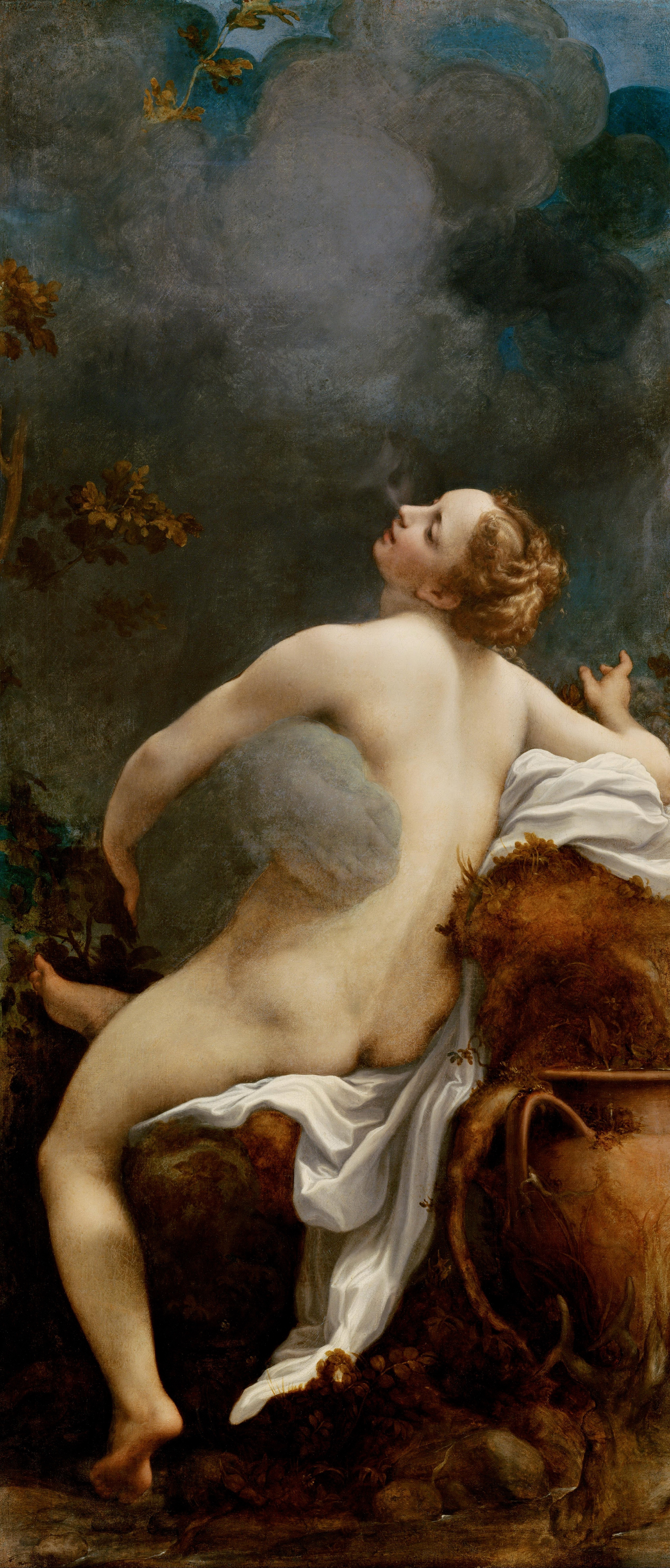
Júpiter e Ío por Correggio (Kunsthistorisches Museum de Viena).

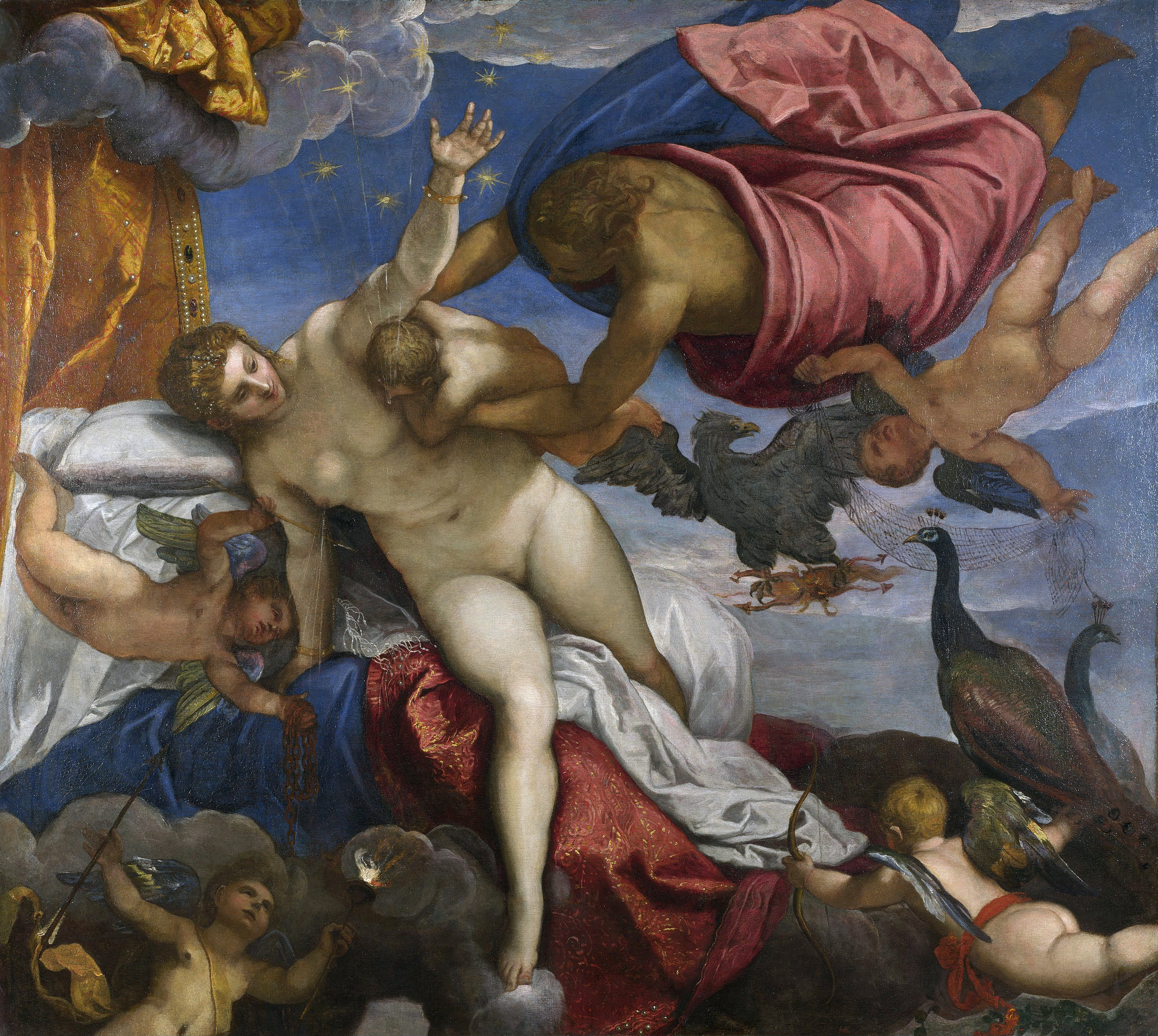
El origen de la Vía Láctea por Tintoretto (National Gallery de Londres).

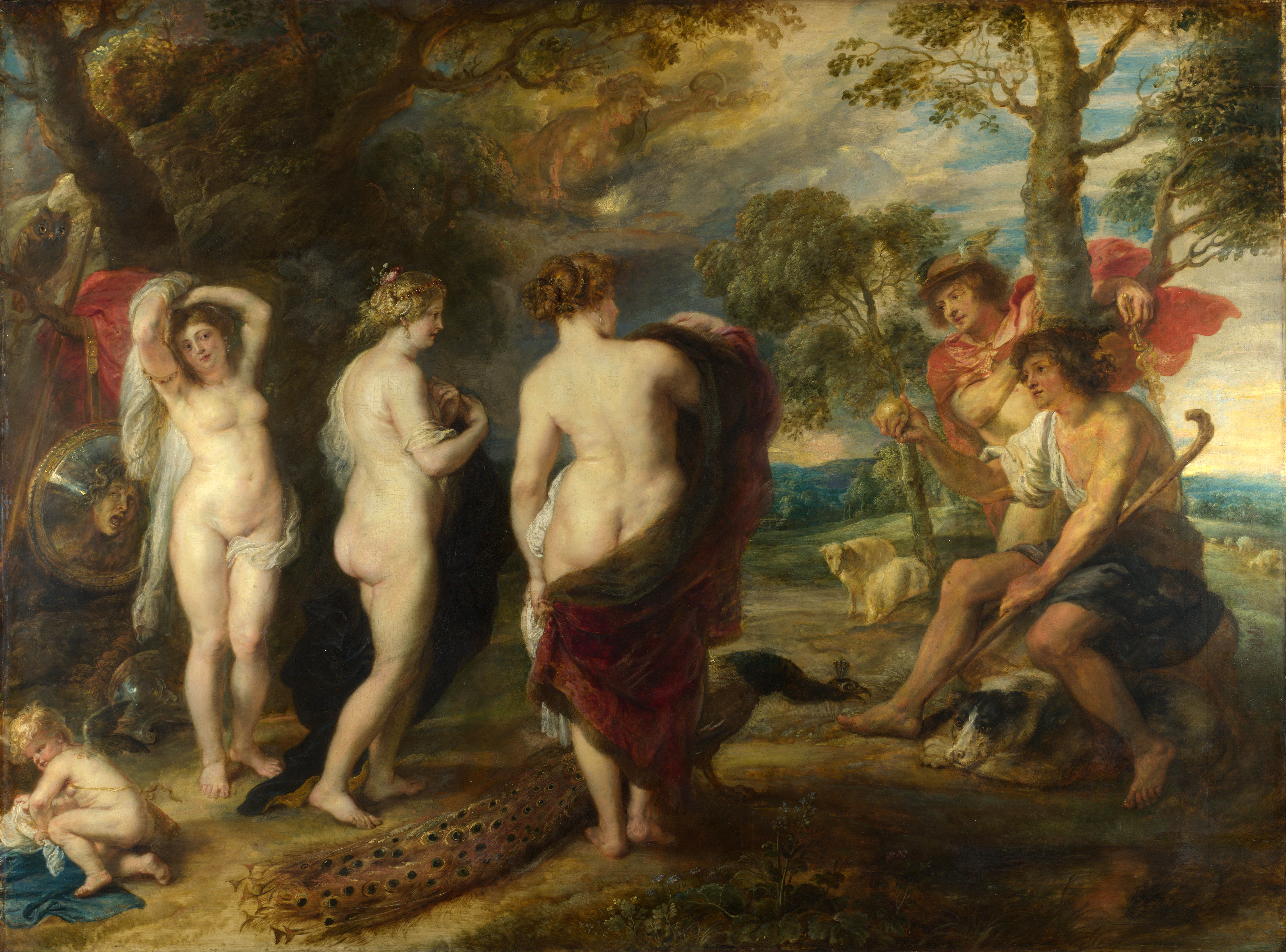
El juicio de Paris por Rubens (National Gallery de Londres).

Las pinturas robadas del castillo de Praga por los suecos habían sido reunidas por el emperador Rodolfo II, quien las había adquirido de la colección privada del cardenal Granvela. La mayor parte del botín quedó en Suecia tras el exilio de la reina Cristina, quien solo llevó consigo cerca de 80 pinturas a Amberes.
En Roma, la reina exiliada amplió considerablemente la colección con adquisiciones y regalos de príncipes católicos. A su muerte la colección fue heredada por el cardenal Decio Azzolino, cuyos herederos la vendieron a Livio Odescalchi, comandante del Ejército papal. En 1713, a la muerte de Odescalchi, la colección, compuesta por 275 pinturas, pasó a ser ofrecida a Felipe II de Orleans, quien la adquirió en 1721.
La colección fue instalada por el duque de Orleans en el Palais Royal de París y allí se le añadieron las pequeñas colecciones de Enriqueta Ana Estuardo y Felipe de Lorena. Desde 1715, el duque, convertido en regente de Francia, había adquirido varias pinturas de las colecciones de los cardenales Dubois, Richelieu y Mazarino y los duques de  Noailles, Gramont, Vendôme, entre otras. En esta época la colección incluía 28 tizianos (entre ellos, varias poesías que había encargado Felipe II de España), 19 rubens, 16 veroneses, 12 raffaelos, 12 tintorettos, 10 van dycks, 6 rembrandts, 3 correggios, 3 caravaggios, 3 leonardos y 2 michelángelos, entre otros.
En 1787, Luis Felipe II de Orleans (Felipe Igualdad), biznieto del regente, se vio obligado a vender su colección de gemas a la zarina Catalina II de Rusia y en 1788 inició las negociaciones con un consorcio organizado por James Christie, fundador de Christie's, para vender la colección de pinturas. Christie debía depositar 100,000 guineas en el Banco de Inglaterra, pero las negociaciones fracasaron cuando ingresaron a la lista el príncipe de Gales y sus hermanos, los duques de Clarence y York.
En 1792, Felipe Igualdad vendió impulsivamente una parte importante de la colección a un banquero de Bruselas y este a su vez a Jean-Joseph de Laborde, quien arruinado también se vio obligado a venderla. Ese mismo año, el duque de Orleans vendió por 350,000 libras 147 pinturas alemanas, flamencas y holandesas a una sociedad británica que las colocó en venta en Londres.
El duque de Orleans fue detenido y guillotinado en 1793, pero las pinturas italianas y francesas fueron vendidas a un banquero de Bruselas, quien a su vez las vendió a Jean-Joseph de Laborde. Tras el inicio del periodo del Terror en Francia, Laborde escapó del país y llevó la colección a Londres.
Tras intentos fallidos, las pinturas francesas e italianas fueron vendidas en 1798 a una sociedad formada por el duque de Bridgewater y los condes Gower y de Carlisle.
- Datos: Q1140570
- Multimedia: Orleans Collection / Q1140570